# ラテラリティ
「ラテラリティ」（laterality）は、日本の女性シンガーソングライター・やなぎなぎの3枚目のシングル。2012年11月7日にジェネオン・ユニバーサルから発売された。

## 概要
タイトル曲「ラテラリティ」はテレビアニメ『ヨルムンガンド PERFECT ORDER』のエンディング・テーマに起用され、カップリング曲「真実の羽根」も、『ヨルムンガンド PERFECT ORDER』第15話限定でエンディング・テーマとして使用された。

## 収録曲
全作詞：やなぎなぎ
1. ラテラリティ [4:29]
  - 作曲・編曲：藤田淳平（Elements Garden）
  - テレビアニメ『ヨルムンガンド PERFECT ORDER』エンディング・テーマ
2. 真実の羽根 [5:00]
  - 作曲・編曲：bermei.inazawa
  - テレビアニメ『ヨルムンガンド PERFECT ORDER』第15話エンディング・テーマ
3. link [4:36]
  - 作曲・編曲：やなぎなぎ
4. ラテラリティ（instrumental） [4:29]
5. 真実の羽根（instrumental） [5:00]
6. link（instrumental） [4:37]

## 楽曲解説
ラテラリティ
テレビアニメ「ヨルムンガンド PERFECT ORDER」エンディングテーマで、ロック色の強いナンバー。PVはCGを使ったメタリックな映像に仕上がっており、グラフィックデザイナーのMiRAがCG制作を担当している。
BPM200超えの激しいロック調の曲で、表情がくるくると移り変わる展開に切なさを含んだメロディとなっている。
真実の羽根
「ヨルムンガンド PERFECT ORDER」に登場する、ある人物へのレクイエムとして作られた。「真実の羽根」は、エジプト神話にまつわるエピソードの一つである「アアル」に関連している。
link
メジャーでは初となる作詞・作曲・編曲の全てを手がけた完全セルフプロデュースの楽曲で、「デジタルな世界で人との繋がりに不安を覚えてしまっている気持ち」をテーマとしている。